# Bensinskatt
Bensinskatt var en punktskatt som i Sverige togs ut på bensin mellan 1924 och 1995. Från och med 1995 tas i stället en koldioxidskatt samt en energiskatt ut på bensin. I dagligt tal lever dock begreppet "bensinskatt" fortfarande kvar och syftar gemensamt på koldioxidskatten och energiskatten. Den 1 mars 1990 infördes även moms på bensin, som tidigare hade varit momsbefriad. Momsen beräknas på det beskattade bensinpriset.